# 中国共产党章程

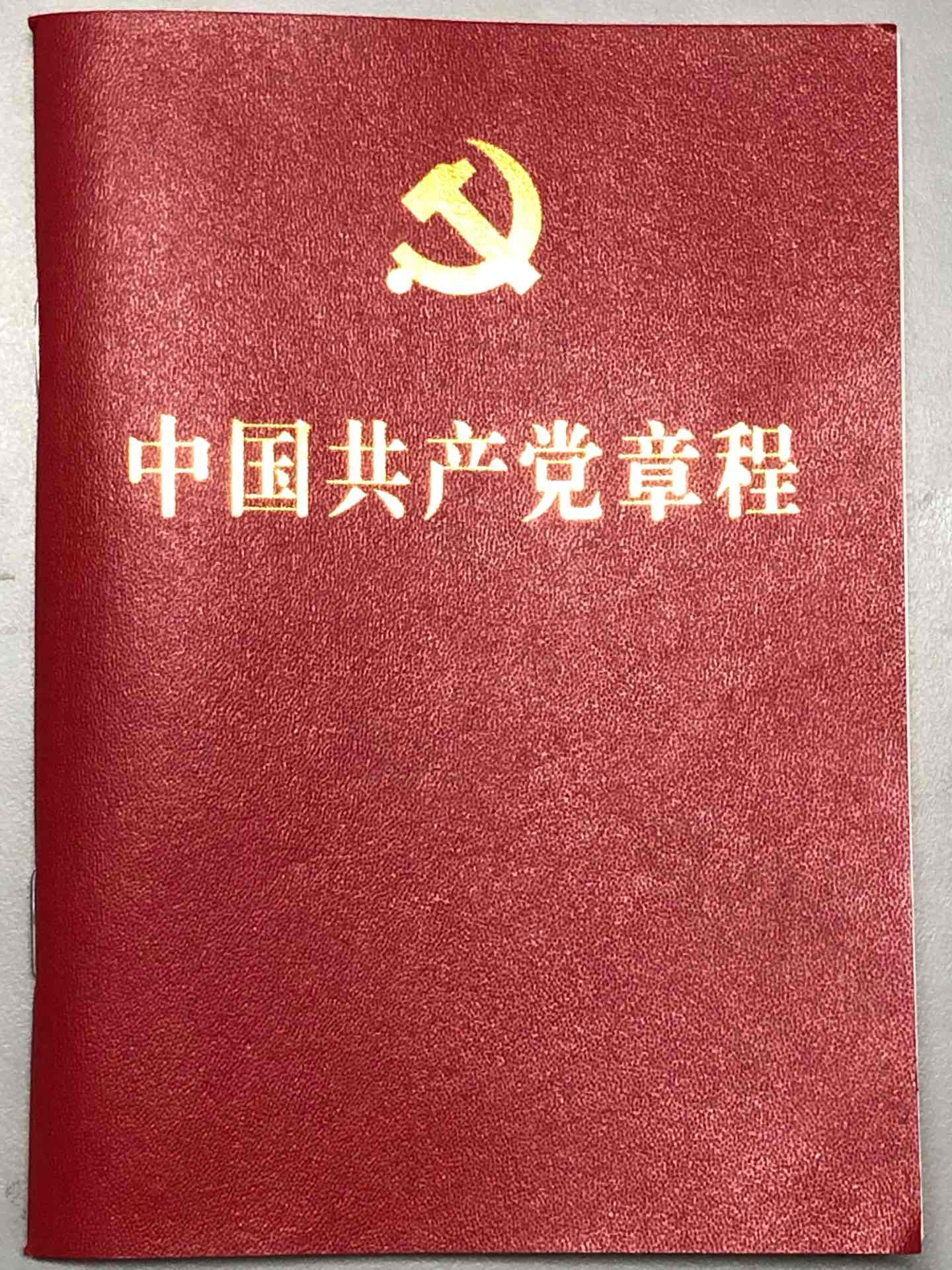
2017年版中国共产党章程封面

《中国共产党章程》，簡稱中共党章，在中國大陸簡稱党章，是中国共产党的核心文件，規定了黨員的權利和義務、黨的組織方式等內容。只有中国共产党全国代表大会可以對其進行修改。

## 历次修订
中国共产党章程自1921年诞生至中共二十大，先后制定、修正过二十次。中国共产党在新民主主义革命时期制定过七部党章，其中一大到六大制定的六部党章都是在共产国际直接指导帮助下制定的，反映出共產國際對早期中国共产党的影響。1945年中共七大制定的党章，则是在1943年共产国际解散后由中国共产党独立自主制订的，标志着中国共产党在政治上和党的建设上的完全成熟。
- 中国共产党第一次全国代表大会：通过《中国共产党纲领》。党的名称为中国共产党，党的指导思想为马克思列宁主义，党的最高纲领是实现共产主义。
- 中国共产党第二次全国代表大会：通过《中国共产党章程》。党的最低纲领是彻底地反对帝国主义和封建主义的民主革命纲领。规定党员条件和入党手续、党的组织原则、组织机构、党的纪律和制度。
- 中国共产党第三次全国代表大会：规定候补党员和正式党员的权利和义务。
- 中国共产党第四次全国代表大会：规定党的支部是党的基层单位，对中央委员会委员长改称总书记，对地方各级党的执行委员会的委员长改称书记。
- 中国共产党第五次全国代表大会：规定党的组织原则是民主集中制、规定入党年龄必须在18岁以上、规定党与青年团的关系、规定中央委员会除选举正式中央委员一人为总书记外，还要选举中央正式委员若干人组织中央政治局指导全国一切政治工作。
- 中国共产党第六次全国代表大会：强调中国共产党为共产国际支部，突出共产国际的领导地位。
- 中国共产党第七次全国代表大会：确立毛泽东思想为党的指导思想。
- 中国共产党第八次全国代表大会：删除毛泽东思想的指导思想地位。宣布社会主义改造已经完成，社会主义制度已经确立，把建设社会主义经济作为党的主要任务。
- 中国共产党第九次全国代表大会：重新确立毛泽东思想为党的指导思想。肯定文化大革命，肯定无产阶级专政下继续革命的理论。把林彪确立为“毛泽东同志的亲密战友和接班人”。
- 中国共产党第十次全国代表大会：删除林彪为接班人的内容，继续肯定文化大革命。
- 中国共产党第十一次全国代表大会：恢复八大的经济建设内容，以四个现代化为党的目标，恢復各級纪律检查委员会。继续肯定文化大革命。
- 中国共产党第十二次全国代表大会：否定文化大革命，否定无产阶级专政下继续革命的理论。取消中央委员会主席和副主席，规定中央委员会总书记为党中央的主要负责人。设立中央顾问委员会。规定入党誓词。提出建设有中国特色的社会主义。
- 中国共产党第十三次全国代表大会：系统阐述社会主义初级阶段理论，制定了“三步走”现代化发展战略。
- 中国共产党第十四次全国代表大会：建立社会主义市场经济体制、提出用邓小平同志建设有中国特色社会主义的理论武装全党，不再设立中央顾问委员会。
- 中国共产党第十五次全国代表大会：确立邓小平理论为党的指导思想。提出党在社会主义初级阶段的基本纲领。
- 中国共产党第十六次全国代表大会：确立“三个代表”重要思想为党的指导思想。提出全面建设小康社会的纲领。
- 中国共产党第十七次全国代表大会：概括提出中国特色社会主义理论体系、深入贯彻落实科学发展观。
- 中国共产党第十八次全国代表大会：确立科学发展观为党的指导思想。生态文明建设写入党章。列出中国特色的社会主义制度、道路、理论。
- 中国共产党第十九次全国代表大会：确立习近平新时代中国特色社会主义思想为党的指导思想。指出坚定维护以习近平同志为核心的党中央权威和集中统一领导。提出分两步走全面建成社会主义现代化强国的纲领。
- 中国共产党第二十次全国代表大会：把习近平新时代中国特色社会主义思想定位为对马克思列宁主义、毛泽东思想、邓小平理论、“三个代表”重要思想、科学发展观的继承和发展、当代中国马克思主义、二十一世纪马克思主义，是中华文化和中国精神的时代精华。写入了“坚决反对和遏制‘台独’”，增加“两个维护”[註 1]。同时增加了“坚持新时代党的组织路线”，要求“全面贯彻习近平新时代中国特色社会主义思想，以组织体系建设为重点，着力培养忠诚干净担当的高素质干部，着力集聚爱国奉献的各方面优秀人才”[3]。

## 延伸阅读
[在维基数据编辑]
 在维基文库阅读本作品原文
 《中國共產黨綱領》
 《中國共產黨章程 (1922年)》
 《中國共產黨第一次修正章程》
 《中國共產黨第二次修正章程》
 《中國共產黨第三次修正章程》
 《中國共產黨黨章 (1928年)》
 《中國共產黨黨章 (1945年)》
 《中国共产党章程 (1956年)》
 《中国共产党章程 (1969年)》
 《中国共产党章程 (1973年)》
 《中国共产党章程 (1977年)》
 《中国共产党章程 (1982年)》
 《中国共产党章程 (2002年)》
 《中国共产党章程 (2007年)》
 《中国共产党章程 (2012年)》
 《中国共产党章程 (2017年)》
 《中国共产党章程 (2022年)》